# Thomas Hartmann (Tänzer)
Thomas Hartmann (* 6. November 1952 in Saalfeld; † 23. Februar 2019 in Zwickau) war ein deutscher Choreograf und Tänzer.

## Leben
Der gebürtige Thüringer Hartmann studierte Tanz an der Palucca Schule Dresden, nachdem er zuvor in einer Kindertanzgruppe in Saalfeld aktiv gewesen war. Zusätzlich studierte er bei Galina Ulanova in Leningrad, heute Petersburg. Er wirkte von 1970 bis 1993 als Tänzer, Solotänzer, Choreograf, Ballettmeister und Ballettdirektor an der Semperoper. Als Solotänzer wurde er mit dem Titel Meistertänzer ausgezeichnet. Seit 1993 war er freiberuflich tätig. Gastengagements führten ihn unter anderem nach Amsterdam, Berlin, Bern, Straßburg, Mainz und Essen. Er lehrte an der California State University, Long Beach, der Hochschule für Musik und Theater „Felix Mendelssohn Bartholdy“ Leipzig und der Palucca Schule Dresden.
Von 2007 bis 2009 arbeitete er am Tiroler Landestheater Innsbruck. Von 2009 bis 2018 war er Trainingsleiter und Choreograf am Theater Plauen-Zwickau. Im Januar 2019 wurde er dort in den Ruhestand verabschiedet. Hartmann starb am 23. Februar 2019 im Alter von 66 Jahren.